# 南アルプス警察署
南アルプス警察署 （みなみアルプスけいさつしょ）は、山梨県警察が管轄する警察署の一つである。
かつては小笠原警察署（おがさわらけいさつしょ）という名称であったが、2003年4月1日の市町村合併により誕生した南アルプス市の市名に合わせ改称された。

## 所在地
- 山梨県南アルプス市十五所759番地2

## 管轄区域
- 南アルプス市全域

## 沿革
- 1873年（明治6年）4月 - 巡査屯所として開署。
- 1877年（明治10年）7月 - 鰍沢警察署小笠原分署に昇格。
- 1926年（大正15年） - 小笠原警察署に昇格。
- 1948年（昭和23年）3月7日 - 旧警察法の公布に伴い、国家地方警察小笠原地区警察署に改称。
- 1954年（昭和29年）7月1日 - 警察法の改正に伴い、「山梨県小笠原警察署」に改称。
- 1997年（平成9年）3月 - 現在地に新築移転。
- 2004年（平成16年）6月 - 山梨県南アルプス警察署に改称。

## 交番
- 若草交番（南アルプス市寺部144-1） - 2024年12月 若草駐在所から体制変更

## 駐在所
- 小笠原駐在所（南アルプス市小笠原779-5）
- 野之瀬駐在所（南アルプス市上市之瀬66-1）
- 百田駐在所（南アルプス市百々2686-5）
- 源駐在所（南アルプス市有野3379-2）
- 今諏訪駐在所（南アルプス市上今諏訪1325-2）
- 巨摩駐在所（南アルプス市飯野2891-2）
- 大井駐在所（南アルプス市古市場614）
- 南湖駐在所（南アルプス市東南湖3272）
- 落合駐在所（南アルプス市落合295-1）
- 五明駐在所（南アルプス市荊沢1257）
- 八田駐在所（南アルプス市野牛島1912-8）
- 芦安駐在所（南アルプス市芦安安通551-1）